# Andrea Contarini
Pour les articles homonymes, voir Contarini.
Andrea Contarini (né v. 1300/1302 à Venise et mort le 5 juin 1382 dans la même ville) est le 60e doge de Venise élu en 1367.
Après une jeunesse délurée, à l'âge mur, il redevient sérieux et il est élu, contre toute attente alors que lui-même n'est pas  favorable à sa nomination, doge de Venise.
Le dogat de Contarini est l'un des plus importants : si le dogat de Pietro II Orseolo est celui qui développa Venise et celui de Enrico Dandolo celui du passage capital d'un petit État à un empire, celui de Contarini voit la ville engagée dans la guerre de Chioggia (1378–1381) et consacrée définitivement comme dominatrice incontestée des mers pour les siècles suivants.
La guerre, qui affaiblit Gênes, permet aux Vénitiens d'avoir le contrôle de toutes les routes commerciales et de connaître un second essor économique après celui de la première moitié du XIVe siècle.

## Biographie
Andrea Contarini est le fils de  Nicolò, il appartient à une riche famille qui petit à petit commence à dominer la vie publique vénitienne, objectif qui sera atteint au XVIIe siècle.
Pendant sa jeunesse, il voyage faisant du commerce et, selon les chroniques, un mendiant lui aurait prédit qu'il deviendrait doge mais d'il connaîtrait de grands malheurs.
Que la légende soit vraie ou fausse, Contarini, durant sa jeunesse, ne fait pas preuve d'une grande moralité comme on aurait pu l'attendre d'un futur homme d'État, avec ses amis, ils fréquentent souvent des bordels ainsi que des couvents où il a de nombreuses maitresses.
Selon un autre légende (l'histoire des Contarini en est constellée) il change d'attitude lorsque, sur le point de faire l'amour à une nonne, il voit l'alliance à son doigt: la femme, lui expliquant que c'était le signe de sa foi étant mariée au Christ, cela le troubla au point de s'enfuir du couvent. À partir de ce moment, il serait devenu un bon père de famille, épousant une certaine Costanza dont il eut quatre enfants. La légende se termine en omettant de dire, probablement, que cette fois retrouvée ne dura pas, on lui connaît un fils illégitime.
Contarini est un bon administrateur même s'il reçoit une amende pour être rentré plus tôt que prévu d'une mission en Crète sans donner une explication sérieuse hormis pour l'habituelle « raisons personnelles ».
L'historien Claudio Rendina n'évoque les mérites de Contarini qu'après son arrivée au dogat bien que celui-ci en avait toujours refusé l'idée, peut être épouvanté par la prophétie. Si en 1361 et en 1365 il réussit à ne pas être élu, il l'est le  20 janvier 1368 par 25 électeurs sur 41 malgré sa demande d'en être exclu.

### Dogat, première partie: 1368–1378
Contarini, qui se trouve dans sa villa à proximité de Padoue, est invité à accepter ou subir le bannissement et la confiscation de ses biens. La prophétie commence ainsi peu à peu à prendre forme et le dogat devient rapidement tourmenté. D'abord en 1369 la guerre contre Trieste éclate; la ville est assiégée et contrainte à la reddition.
À partir de 1370, Venise doit affronter les manigances des Carraresi, seigneurs de Padoue, désireux d'abattre leur voisin. Les Carraresi envoient un frère pour organiser un réseau d'espionnage  puis, ce dernier pris et exécuté, ils contactent Bartolomeo Grataria qui, par haine envers les Vénitiens, pense empoisonner les puits de la ville.
Le 2 juillet 1372 le complot, qui inclut des prostitués et des personnages de second plan est découvert et tous sont exécutés.
La paix avec les Carraresi est signée le 2 octobre 1373 après un acte solennel d'humiliation de  Francesco Novello Carrarese.
Au cours de la même période, le roi de Hongrie, soucieux d'accroitre ses possessions, attaque la ville sans grand succès et demande la paix, l'année suivante.
La situation de la ville lagunaire est chaque année plus dangereuse: l'entre-terre est entre les mains des Carraresi, la Dalmatie aux Hongrois, les mers occupées par Gênes, l'affrontement est inévitable.
Le 10 octobre 1373, à Famagouste, dans l'île de Chypre, pendant un banquet, les résidents vénitiens et génois en viennent aux mains, ceux-ci étant chassés ; Gênes, furieuse contre le roi Pierre II, envoie une flotte qui met à sac et conquiert les bases navales locales.
Venise, d'abord passive, ne peut accepter un tel comportement, une nouvelle guerre éclate et, cette fois, Gênes se sent en net avantage sur son adversaire : Venise connaît une crise économique, elle est encerclée par ses ennemis, sans alliés et elle a été battue lors de la précédente guerre.
1374–1378 est une période de préparation fébrile de la guerre qui cette fois devra être décisive pour la survie comme grande puissance des deux villes.
Les malheurs annoncés par le mendiant s'annoncent.

### La guerre de Chioggia: 1378–1381
Les Génois, après avoir organisé une flotte commandée par  Luigi Fieschi, saccagent la Grèce et les colonies vénitiennes souhaitant l'intervention de la leur ennemi ce qui se produit le  30 mai 1378 par l'amiral vénitien Vettor Pisani.
Venise gagne, mais elle est immédiatement obligée de se retirer en raison de l'arrivée dans  l'Adriatique d'une seconde et plus puissante flotte commandée par le très habile Luciano Doria.
Le 7 mai 1379, devant la base de Pola, la défaite est totale.
La nouvelle, apporté par un arbalétrier qui a nagé de la côte istrienne à celle vénitienne, provoque la panique dans la ville.
Pisani est emprisonné, la flotte réorganisée mais il est déjà trop tard: Chioggia, Malamocco, Poveglia, San Erasmo tombent.
Les denrées alimentaires sont bloquées, Les Hongrois attaquent l'Istrie, la fin de la république est proche. Pourtant, alors que tout semble perdu, la ville retrouve confiance en elle-même.
Le 18 août 1379, par un acte désespéré par lequel la noblesse demande conseil au peuple rassemblé sur la place Saint-Marc, Vettor Pisani est libéré et les 40 galères lui sont confiés.
Contarini prend le commandement de quelques unités malgré son âge, il est proche des 80 ans.
Après de longs combats, le 22 décembre 1379, Pisani réussit à atteindre Chioggia et assiéger les Génois. Doria, est tué en janvier 1380 et la ville tombe le 24 juin 1380, Contarini fait une entrée triomphale.
La guerre dure encore un an, les adversaires, sans espoir de victoire définitive, décident d'accepter une médiation et une paix de compromis: Venise perd ses droits sur la Dalmatie, Trévise et Conegliano, Ténédos, les concessions commerciales sur la mer Noire.
C'est une demie défaite qui se transforme en triomphe, Gênes, épuisée, connaît une période de décadence, elle avait en main sa rivale et perdit tout en quelques mois.

### Les dernières années: 1381–1382
Le 4 septembre 1381 les trente familles qui avaient le plus participé financièrement à l'effort de guerre entrent dans le Maggior Consiglio.
Contarini, après les tensions et les encouragements avec lesquels il avait relevé l'esprit combattif de ses sujets, était désormais vieux et fatigué. Le 5 juin 1382 Contarini meurt. Il fut enterré dans l'église Santo Stefano, dans un tombeau de marbre.